# Parentes
Parentes är inom skrift och inom matematiken ett avskilt textstycke, så kallat parentessats, såsom ett ord, uttryck eller en hel sats, som omgivs av ett par avskiljande tecken i början och slutet, så kallade parentestecken, ofta utan grammatiskt sammanhang med omgivningen. Det för parentesen väsentliga är, att den är en sådan del av en framställning, som kan lösgöras från det övriga, utan att dettas grammatiska byggnad därigenom ändras.
Parentes används vanligen också om parentestecknen; man brukar säga att man sätter något ”inom parentes/parenteser” (det vill säga inom parentestecken); därav uttrycket ”i parentes” − i förbigående. Oftast används det tecken som utgörs av två upprättstående bågar: ”()” (rundparenteser). Andra tecken är ”[]” och ”{}” (hakparenteser och klammerparenteser), vanligen kallas klamrar eller hakar (även hakklamrar för den främre, måsvingar för den senare). Om en parentes sätts inom en annan parentes utmärks den med annat tecken än den yttre parentesen – (exempel [ges] här).
En parentes inleds med en vänsterparentes, det vill säga tecknet "(", och avslutas med en högerparentes med tecknet ")". Detta om det är en enkel variant. Vill man däremot använda en dubbel klammerparentes så skall man också inleda med en dubbel vänster klammerparentes "{" . Den skall också avslutas med en dubbel höger klammerparentes, det vill säga två stycken "}".

## Etymologi
Parentes härrör senlatin: pa'renthesis som betyder ”mellansats, parentes, inskott”, som i sin tur härrör klassisk grekiska: παρένϑεσις (părénthesĭs), ”inskott, inskjutning, inskjuten sats”, till para, "bredvid".

## Parentestecken
Det finns flera olika sorters parenteser:
- (...) – rundparentes,[1] bågparentes, bågar
- [...] – hakparentes,[1] hård parentes, hakar, klamrar, hakklamrar
- {...} – klammerparentes,[1] spetsparentes,[1] krullparentes, måsvingar eller ackolad
- 〈...〉– vinkelparentes (unicodenamn: ”Left & Right Angle Bracket”)[1]
- ⟨...⟩ – vinkelparentes (unicodenamn: ”Mathematical Left & Right Angle Bracket”)[1]
- ⁅...⁆ – piggparentes

## Användning

### Rundparenteser ( )
Rundparenteser används i löpande text runt ord, meningar eller delmeningar som förtydligar, kommenterar, förklarar eller innebär ett sidospår från den övriga texten. (Uppstår behovet av en parentes inuti en parentes använder man klamrar, [som här], som inre parenteser.) Om det som står inom parentes utgör en egen mening skrivs punkten innan slutparentesen, men om parentesen bara är slutet av en mening sätts punkten ut efter. Högerparentesen kan även användas utan matchande vänsterparentes efter en bokstav eller siffra i rubriker och avsnitt, exempelvis "a) 1800-talet".
Inom matematiken används rundparenteser för att ange grupper av termer eller tal som ska räknas ut först innan andra regler för ordningen av räkneoperationer börjar gälla. Således, x(1 + 5) är det samma som 6x, inte 1x + 5. Andra situationer då parenteser används är att specificera argumentet till en funktion. Till exempel betyder f(2) att man ska beräkna funktionens värde då dess argument har värdet 2.
En vektor betecknas oftast med en rad med tal, omgivna av parenteser, exempelvis (2,3,0). Större parenteser används även för att avgränsa matriser (även om även hakparenteser ofta användas för detta):
{\displaystyle {\begin{pmatrix}2&3\\8&5\\\end{pmatrix}}}. 

### Hakparenteser [ ]
Hakparenteser eller rak parentes används bland annat runt matriser inom matematiken och runt fonetisk text i lexikon. De används också tillsammans med uteslutningstecknet (…) vid citering för att ange att något som upplevs mindre viktigt uteslutits:
- I tidningen dagen efter kunde man läsa att "Flygplanet […] började brinna med 110 personer ombord."

Ibland används hakparenteserna i citat där det omger exempelvis ett förtydligande eller förklaring som inte ingick i det verkliga citatet:
- Brottsoffret skrev i brevet till tingsrätten att "Han [tjuven] tog allt jag ägde".

I fallet ovan är det även möjligt att ersätta pronomenet med 'tjuven', det vill säga att citatet kan se ut som följande:
- Brottsoffret skrev i brevet till tingsrätten att "[Tjuven] tog allt jag ägde".

Inom kemin används hakparenteser för att ange koncentration av ett ämne, exempelvis [NaCl] = 2 · 10−2 mol dm−3, koncentrationen av natriumklorid (koksalt) är 2 · 10−2 mol dm−3.
Hakparenteser används även inom matematiken för att beteckna den så kallade heltalsdelen, det vill säga det största heltal som är mindre eller lika med talet inom parenteserna:
{\displaystyle [3.2]=3},
{\displaystyle [42]=42},
{\displaystyle [-3.2]=-4}.
Hakparenteser används också inom matematiken för att beteckna vissa operatorer, som till exempel lieparentesen:
{\displaystyle [X,Y]=Z}.

### Klammerparenteser { }
Klammerparenteser används ofta i matematiska uttryck för att markera parenteser nästlade i tre led, till exempel {[7 + (4 · a)]/g + c}[källa behövs]. Det används också i diverse programspråk för att markera början och slut på kod-block.
När klammerparenteser används i mängdlära kallas de ofta mängdklammer. Mängden av alla naturliga tal skrivs således: N = {0, 1, 2, 3, …}. Att klammerparenteser används betyder dessutom att elementen i mängden inte står i någon särskild ordning. {a, b} är alltså samma mängd som {b, a}. För ordnade par används vanliga parenteser: (x, y).
I notskriften används mest ordet ackolad. Det betecknar där den klammer eller de klamrar som håller samman notsystemen på en partitursida (och kanske också på delar av den, som de båda pianosystemen under en sångstämma eller instrumentgrupperna i ett partitur för symfoniorkester).

### Vinkelparenteser〈 〉eller ⟨ ⟩
Vinkelparenteser används inom matematiken för att beteckna medelvärde (nedan, medelvärdet av a):
- {\displaystyle \langle {a}\rangle ={\bar {a}}}.

Vinkelparentes är också vanlig notation för inre-produkt:
{\displaystyle \langle {\boldsymbol {u}},{\boldsymbol {v}}\rangle =a}.
Inom kvantfysik används de i den så kallade braket-notationen (eller Diracnotationen) där {\displaystyle |\psi \rangle } 
betecknar en tillståndsfunktion, en vektor, kallad en ket, i ett komplext Hilbertrum, och {\displaystyle \langle \psi |} dess dual, kallad en bra.
Tecknen används även i ordböcker och innehåller viss särskild information om exempelvis ämnesområde:
- register 〈mus.〉 tonläge, tonomfång

Vinkelparenteserna är inte samma tecken som mindre än- och större än-tecken (< >), också om dessa används som vinkelparenteser i vissa sammanhang, ifråga om datorer för att ASCII inte gjorde någon skillnad och uttryckligen ASCII-tecknen (och deras motsvarigheter i Unicode) har speciell betydelse för viss programvara.

#### Höger vinkelparentes
Namn på tecknet 〉 eller 〉 och namn på tecknet > då det används som substituttecken.

#### Vänster vinkelparentes
Namn på tecknet 〈 eller 〈 och namn på tecknet < då det används som substituttecken.

### Piggparenteser⁅ ⁆
Piggparenteser används i ordböcker, exempelvis Norstedts stora svensk-engelska ordbok, för att omge konstruktionsuppgifter:
- abonnera vb itr o. vb tr subscribe ⁅på to, for⁆; ~d buss hired coach, amer. chartered bus (formellt coach)
- hyckla I vb tr sham, feign, simulate, put on a show of ⁅[in]för i samtliga fall before⁆; ~d fromhet sham piety; ~t deltagande pretended sympathy II vb itr be hypocritical ⁅[in]för to⁆; play the hypocrite ⁅[in]för with⁆; dissemble ⁅[in]för to⁆;

## Teckenkodning

### Konventioner
Ibland, då enskilda tecken inte finns tillgängliga på tangentbordet (skrivmaskinen) eller i det använda typsnittet, eller man annars inte vill eller kan använda de riktiga tecknen, används istället andra tecken, för vinkelparenteserna större än- och mindre än-tecken.

### Unicode
- Rundparenteser ( )
  - (: U+0028
  - ): U+0029

- Hakparenteser [ ]
  - [: U+005B
  - ]: U+005D

- Piggparenteser ⁅ ⁆
  - ⁅: U+2045
  - ⁆: U+2046

- Klammerparenteser { }
  - {: U+007B
  - }: U+007D

- Vinkelparenteser ⟨ ⟩[7]
  - ⟨: U+27E8
  - ⟩: U+27E9

I vissa sammanhang (vissa maskintolkade filer där ASCII förut använts) används större än- och mindre än-tecknet för att beteckna vinkelparenteser
- - <: U+003C – Less-than sign
  - >: U+003E – Greater-than sign

### ASCII
Fram till 1990-talet användes ofta endast 7 bitar per byte för att lagra text på datorer. Den vanligaste standarden för kodningen var ASCII, i början av 1970-talet utökad med ”nationella varianter” i form av ISO/IEC 646, där en del koder reserverats för tecken som skulle tolkas olika beroende på språkinställningar. Många system använde fasta språkinställningar, som inte var beroende av språket för en viss text, och man brydde sig sällan om att ange använd språkinställning i enskilda texter.
Klammer- och hakparenteserna hör till tecknen som ersätts med andra tecken i olika nationella varianter. Datoranvändare som aldrig kommit i kontakt med klammerparenteser i normal användning råkade då och då ut för att dessa ”måsvingar” dök upp istället för de skandinaviska tecknen ”ä” och ”å” (med svenska inställningar). Kodningen ISO/IEC 646 kom i en del kretsar att kallas ”måsvinge-ASCII” eller måsvinge-skander, i motsats till till exempel den nyare 8-bitskodningen ISO Latin-1, som tillsammans med övriga ISO 8859- och motsvarande Windows-kodningar slog igenom på 1990-talet. Nationella 7-bitskodningar har på 2000-talet i stort sett slutat användas.
Vinkelparenteser finns inte som separata tecken i ASCII, utan större än- och mindre än-tecken används istället. Dessa används i stora mängder i de mycket använda dokumentspråken HTML och XML.

### LaTeX
I LaTeX är matematiska symboler ofta lättare tillgängliga i "math mode" (formler) än i brödtext. Koderna som används är t.ex.
- Vinkelparenteser 〈 〉
  - {\displaystyle \langle }: \langle
  - {\displaystyle \rangle }: \rangle

### HTML
I HTML kan man använda tecknen som sådana, om webbsidan ifråga använder en teckenkodning där de använda tecknen ingår (såsom UTF-8 och andra Unicode-kodningar för alla dessa tecken), men man kan också koda dem som entiteter eller genom att ange deras Unicode-kod, t.ex.:
| Tecken | Kodsträng             |
| ------ | --------------------- |
| (      | &#40;                 |
| )      | &#41;                 |
| <      | &lt; eller &#60;      |
| >      | &gt; eller &#62;      |
| [      | &#91;                 |
| ]      | &#93;                 |
| ⁅      | &#x2045;              |
| ⁆      | &#x2046;              |
| {      | &#123;                |
| }      | &#125;                |
| ⟨      | &lang; eller &#x2329; |
| ⟩      | &rang; eller &#x232A; |

I HTML är < början på en märktagg, vilket gör att bör använda &lt; istället om den ska förekomma i text.